# Ontologia (tecnologia de la informació)
|  | Aquest article tracta sobre el concepte en tecnologia de la informació. Si cerqueu el concepte en filosofia, vegeu «Ontologia». |

En el camp de la tecnologia, l'ontologia és un mecanisme de representació en forma d'esquema conceptual que formula una especificació formal dels conceptes continguts en un domini o àrea de coneixement donant significat a cadascun d'ells i a les relacions entre aquests.
Amb l'extracció semàntica s'aconsegueix una representació formal del coneixement que millora l'intercanvi d'informació entre dos o més elements de comunicació, els quals poden ser sistemes, entitats o persones, ja que defineix un vocabulari comú entre tots els elements que alhora és independent de la seva naturalesa i comportament.

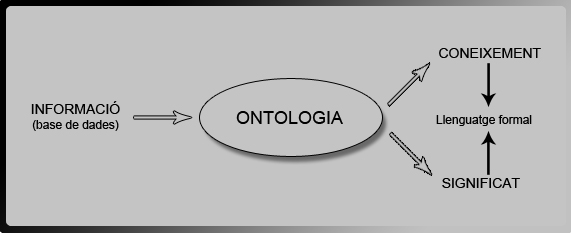
Esquema funcional de la ontologia

## Origen i etimologia
L'origen del mot ontologia procedeix del grec i no fa referència a la definició anterior sinó que pertany a la branca filosòfica de la metafísica i de l'estudi de l'ésser i l'existència (veure ontologia). En la branca tecnològica s'hereta el seu significat, ja que descriu els éssers i les seves relacions.

## Aplicacions
La representació del coneixement tal com la defineix l'ontologia d'un domini concret permet gestionar el contingut a molt més baix nivell que un conjunt de conceptes simples creant un nou llenguatge que millora la comunicació entre els sistemes que accedeixen a aquest contingut. OWL és un llenguatge que posa en pràctica aquesta teoria per processar el contingut de la informació abans de mostrar-ho a l'usuari.
Alguns camps on s'aplica aquesta metodologia són:

### Cerques
La gran quantitat d'informació continguda en les bases de dades fa que la seva gestió i recuperació sigui costosa i poc eficient tenint en compte la qualitat dels resultats d'una cerca tant en contingut com en ordre de rellevància. Aquest fet fa que un usuari hagi de dedicar un temps i esforç a estudiar quins resultats no són satisfactoris i seleccionar el resultat o resultats que s'esperaven. Amb una nova forma de representar el contingut d'una base de dades, de més baix nivell, amb criteris comuns i tenint en compte les relacions entre els elements analitzats es pot fer un estudi de la rellevància de cada resultat i del seu contingut semàntic. Aquesta representació s'obté a partir dels conceptes simples.
Un dels camps que ha vist incrementades les seves bases de dades de forma massiva ha estat el sector audiovisual. Tant per l'obtenció de nou material com per la digitalització de continguts ja existents, la gestió del material audiovisual arxivat és cada cop una tasca més complexa, i per tant, la indexació del seu contingut esdevé necessària per optimitzar l'organització dels fitxers.
La indexació audiovisual consisteix en l'obtenció automàtica de metadades que posteriorment podran ésser consultades pels sistemes que gestionen la base de dades. Un exemple d'aquest funcionament és LSCOM, que defineix un vocabulari estàndard per la indexació de vídeo. La informació continguda en les metadades són descriptors visuals obtinguts de cada arxiu que poden ser de color, forma, textura o qualsevol altre que proporcioni informació sobre la imatge.
Alguns cercadors visuals basats en ontologies:
- Cerques visuals: són aquelles que proporcionen resultats similars a la imatge que es pren com a exemple.
- Consulta d'imatges mitjançant exemple: són cerques visuals on l'exemple pot tenir altra naturalesa que no sigui visual. El seu oposat seria la consulta mitjançant imatge.
- Com a síntesi dels mètodes existents es troben les cerques multimodals, que combinen més d'un mètode de cerca en funció de la consulta proposada.

## BabelNet un exemple d'ontologia
BabelNet és una ontologia lexicalitza i alhora una xarxa semàntica multilingüe creada a partir de la integració de WordNet i Wikipedia.